# Выборы в Сахарской Арабской Демократической Республике
Выборы в Сахарской Арабской Демократической Республике — процедура проведения выборов и определения результатов выборов в Сахарской Арабской Демократической Республике (САДР).
САДР претендует на Западную Сахару, территорию, в значительной степени управляемую Марокко с тех пор, как Испания покинула её в 1975 году. Суверенитет над Западной Сахарой не решён: за территорию борются Марокко и Фронт ПОЛИСАРИО (Народный фронт освобождения Сегиет-эль-Хамра и Рио-де-Оро), который в феврале 1976 года официально провозгласил САДР правительством в изгнании. Организация Объединённых Наций (ООН), которая считает Западную Сахару недеколонизированной территорией, пытается провести референдум по этому вопросу через миссию МООНРЗС. Прекращение огня, находящееся под управлением ООН, действует с сентября 1991 года.
САДР избирает Национальный совет Сахары (НСС), на национальном уровне. НСС, который также называют республиканским парламентом, состоит из 51 члена, избранных после Всеобщего народного конгресса (ВНК) Фронта ПОЛИСАРИО.
Выборы проходят в рамках Фронта ПОЛИСАРИО, кандидаты избираются индивидуально, никакие другие политические партии не допускаются. ВНК также избирает Национальный секретариат, исполнительный орган ПОЛИСАРИО, и его генерального секретаря, который затем становится президентом Сахарской Арабской Демократической Республики. Действующий генеральный секретарь — Брагим Гали. Местные и региональные чиновники, а также делегаты GPC избираются на Народных конгрессах (или Народных базовых конгрессах), проводимых раз в два года в лагерях беженцев в вилайете Тиндуф (Алжир).
С 15 по 22 декабря 2011 года в Тифарити проходил 13-й ВНК в так называемой Свободной зоне.
Выборы 2012 года в Сахарский национальный совет прошли с 19 по 21 февраля, а 28 февраля Хатри Адду был переизбран спикером (президентом) совета.